# 20-as busz (Békéscsaba)
A békéscsabai 20-as jelzésű autóbusz az Autóbusz-állomás és Gerla, községháza között közlekedik. A viszonylatot a Volánbusz üzemelteti. Ez az egyetlen járat, amely hétköznap összeköti Gerla városrészt a belvárossal, valamint az autóbusz- és vasúti pályaudvarral.
A vonalon javarészt MAN SG 263-as-as és Rába Premier 291-es autóbuszok járnak.

## Jellemzői
A buszokat főként reggel és este, a munkakezdéskor- és végzéskor használják többen, erős a hivatásforgalom. Főleg a Gerláról a belvárosba, illetve a kórházba járók használják, sok az iskoláskorú.

## Változások
A belvárosi Szent István tér átépítése miatt 2012. október 1-től a busz útvonala megváltozott. Mindkét irányban a Jókai utca-Luther utca útvonalon  éri el a Kossuth teret (régi Körös Hotel megállót), illetve a másik irányban a Petőfi ligetet, kihagyva a Petőfi utca, Haán Lajos utca, Szabadság tér megállókat. Gerla irányában a Petőfi liget helyett a Jókai utcai (Csaba Center melletti) megállóban, az Autóbusz-pályaudvar felé pedig az Angyalos-kúttal szemben lévő (Petőfi liget) megállóban állnak meg a buszok.

## Útvonala
| Gerla, községháza felé | Autóbusz-állomás felé |
| --- | --- |
| - Autóbusz-állomás - Andrássy út - Jókai utca - Luther utca - Széchenyi utca - Gyulai út - Dobozi út - Csabai út - Gerla, községháza | - Gerla, községháza - Csabai út - Dobozi út - Gyulai út - Széchenyi utca - Luther utca - Jókai utca - Andrássy út - Autóbusz-állomás |

## Megállóhelyei
Gerla, községháza felé a Jókai utca (Jókai utca), az Autóbusz-állomás felé a Petőfi liget (Andrássy út) megállónál állnak meg a buszok.
| 0  | Autóbusz-állomás végállomás  | 25 | 1, 3, 3M, 3V, 4, 5, 7, 7F, 8, 8A, 8V, 17V 120 (Budapest – Szolnok – Lökösháza), 121 (Békéscsaba – Mezőhegyes – Makó – Újszeged), 128 (Békéscsaba – Kötegyán – Vésztő), 135 (Békéscsaba – Orosháza – Hódmezővásárhely – Szeged) helyközi-országos autóbuszjáratok: Budapest-Népliget, Debrecen, Eger, Hajdúszoboszló, Karcag, Kecskemét, Kunszentmárton, Miskolc, Pécs, Szeged, Szentes, Szolnok, Zalaegerszeg regionális autóbuszjáratok: Battonya, Békés, Békéssámson, Békésszentandrás, Bélmegyer, Csanádapáca, Csorvás, Dévaványa, Doboz, Dombegyház, Elek, Füzesgyarmat, Gerendás, Geszt, Gyomaendrőd, Gyula, Kamut, Kaszaper, Kétsoprony, Kondoros, Köröstarcsa, Kunágota, Medgyesbodzás, Medgyesegyháza, Mezőberény, Mezőkovácsháza, Orosháza, Sarkad, Szabadkígyós, Szarvas, Szeghalom, Telekgerendás, Tótkomlós, Újkígyós, Vésztő | Békéscsaba vasútállomás Helyközi autóbusz-állomás Obi Áruház, Penny Market |
| 2  | Andrássy Gimnázium           | 23 | 1, 3, 3M, 3V, 4, 5, 7, 7F, 17V | Andrássy Gyula Gimnázium és Kollégium, Katonai Igazgatási és Érdekvédelmi Iroda, VOKE Vasutas Művelődési Háza és Könyvtára, Aldi, Rossmann, KiK                                               |
| 5  | Jókai utca                   | ∫  | 5 Mezőmegyer felé, 8 Erdélyi sor felé, 8A Erdélyi sor felé, 8V Varságh utca felé helyközi-országos autóbuszjáratok: Karcag regionális autóbuszjáratok: Békés, Bélmegyer, Dévaványa, Doboz, Füzesgyarmat, Gyomaendrőd, Kamut, Köröstarcsa, Mezőberény, Sarkad, Szeghalom, Vésztő | McDonald’s, Csaba Center, Center Parkolóház |
| ∫  | Petőfi liget                 | 21 | 1, 3, 3M, 3V, 4, 5 Autóbusz-állomás felé, 7, 7F, 8 Linamar felé, 8A Tesco felé, 8V Tesco felé, 17V | Angyalos-kút, Békéscsabai Petőfi Utcai Általános Iskola, BSZC Kemény Gábor Technikum, Trianon tér Csaba Center: Békéscsaba Center Posta, Hervis, Media Markt, Spar, Telenor, T-Pont, Vodafone |
| 7  | Kazinczy Ferenc Iskola       | 18 | 5, 8, 8A, 8V regionális autóbuszjáratok: Doboz, Sarkad | Balassi Bálint Magyar Művészetek Háza, Békés Megyei Egészségbiztosítási Pénztár, Kazinczy Ferenc Általános Iskola                                                                             |
| 10 | Kossuth tér                  | 15 | 8, 8A, 8V regionális autóbuszjáratok: Doboz, Sarkad | Belvárosi Római Katolikus Templom, Csabagyöngye Kulturális Központ, Napsugár Bábszínház, Kossuth tér, Munkácsy Mihály Múzeum, Élővíz-csatorna, Turisztikai Főpályaudvar                       |
| 11 | Kórház                       | 14 | 3M Veres Péter utca felé, 8, 8A, 8V, 17M Lencsési autóbusz-forduló felé regionális autóbuszjáratok: Battonya, Doboz, Elek, Gyula, Mezőkovácsháza, Orosháza, Sarkad, Újkígyós | Dr. Réthy Pál Kórház-Rendelőintézet, Munkácsy Mihály Emlékház |
| 13 | Hétvezér utca                | 12 | | |
| 15 | Békekert                     | 10 | | |
| 17 | Meteor utca                  | 8  | | |
| 19 | Határ dűlő                   | 7  | | |
| 20 | Sikonyi kertek               | 6  | | |
| 21 | Vandháti kertek              | 5  | | |
| 22 | Gerlai elágazás              | 4  | | |
| 23 | Gerla, Juhász Gyula utca     | 2  | | |
| 25 | Gerla, községháza végállomás | 0  | | Wenckheim-kastély, Gerlai Általános Művelődési Központ |

## Gyorsjárati közlekedés
A járat alapvetően az Autóbusz-pályaudvar és Gerla községháza között közlekedik. Azonban iskolai előadási napokon 6:53-kor, illetve tanszünetben munkanapokon 6:58-kor a gyorsabb bejutás érdekében nem a pályaudvartól, hanem a Szabadság tér-től indul, melyet egyébként csak ekkor érint.

## Külső hivatkozások
- Békéscsaba buszjáratai és menetrendjük
- A Dél-alföldi Közlekedési Központ Zrt. honlapja
- A Körös Volán honlapja
- Változik a buszok útvonala, új megállók épülnek - Csabai Mérleg